# Juan Cicerón de Brandeburgo
Juan II (en alemán: Johann II.; Ansbach, Alemania, 2 de agosto de 1455 -Arneburg, Altmark, Alemania, 9 de enero de 1499) fue un elector de Brandeburgo desde 1486 hasta su muerte, el cuarto de la Casa de Hohenzollern. Después de su muerte recibió el apodo póstumo de Cicerón, por el orador romano del mismo nombre, pero es discutible el interés y la elocuencia del elector en las artes.

## Biografía
Juan era hijo de Alberto III y de su primera mujer Margarita de Baden (1431-1457). En 1466 sucedió a su tío, el príncipe elector Federico II.
Se unió con los duques de Pomerania en la Guerra de sucesión de Stettin hasta que Federico renunció en 1470 y le sucedió el padre de Juan, que en el año 1473 lo nombró regente de las tierras de Brandeburgo.

## Matrimonio
Se casó el 25 de agosto de 1476 en Berlín con Margarita de Sajonia, hija del duque Guillermo de Sajonia y de Ana de Habsburgo.
Tuvieron seis hijos:
1. Wolfgang (1482);
2. Joaquín I de Brandeburgo (21 de febrero de 1484-11 de julio de 1535);
3. Isabel (1486);
4. Ana (27 de agosto de 1487-3 de mayo de 1514), se casó con Federico I de Dinamarca, tuvieron dos hijos;
5. Úrsula (17 de octubre de 1488-18 de septiembre de 1510), se casó con Enrique V de Mecklemburgo-Schwerin, tuvieron tres hijos;
6. Alberto (1490–24 de septiembre de 1545), arzobispo de Magdeburgo y arzobispo de Maguncia.

## Muerte
Murió en el año 1499 de un ataque pleural en el castillo de Arneburg y le sucedió su hijo mayor. Juan fue el primero de los electores Hohenzollern en ser sepultado en Brandeburgo, luego fue transferido a la Catedral de Berlín por orden de su sobrino Joaquín II.